# Clan Ogilvy
Pour les articles homonymes, voir Ogilvy (homonymie).
Le clan Ogilvie, parfois désigné sous le nom de clan Ogilvy, est une famille écossaise originaire d'Angus, en Écosse. Le siège historique des comtes d'Airlie se trouve au château d'Airlie. Le chef actuel du clan Ogilvy est David Ogilvy, 14e comte d'Airlie. Son oncle Angus Ogilvy épousa la cousine germaine de la reine Élisabeth II, la princesse Alexandra de Kent.

## Nom
Le nom est dérivé du brittonique Ocel-fa qui signifie « haute plaine ». Le nom du clan est à rapproche du toponyme  Ogilvy, situé près de Glamis.

## Géographie
La secteur originel du clan Ogilvy se situe en Angus, sur la façade est de l'Écosse. Le siège historique de la branche Ogilvie des comtes d'Airlie est le château d'Airlie, à Airlie en Angus. Le siège historique de la branche des comtes Ogilvie de Seafield est Cullen House, situé à 1km du village de Cullen dans le Moray. La branche Findlater, aujourd'hui éteinte, demeurait également à Cullen House''.

## Histoire

### origines du clan
À l'époque des  Pictes, Angus était gouverné par un mormaer, c'est à dire l'un des anciens nobles celtes d'Écosse qui devinrent les premiers comtes. Ainsi, le  Mormaer d'Angus devint comte d'Angus. Gillebride, comte d'Angus, reçut une baronnie du roi Guillaume le Lion en 1163, et accorda à son fils, Gilbert, les terres de Wester Powrie, Ogilvy et Kyneithin.

### Guerres anglo-écossaises
Gillebride, comte d'Angus, reçut une baronnie du roi Guillaume le Lion en 1163 et octoya les terres d'Ogilvy à son fils Gilbert.
Patrick de Ogilvy jura fidélité à Édouard Ier d'Angleterre et apparaît sur les Ragman Rolls de 1296. Ses fils, Sire Patrick Ogilvy et Sire Robert de Ogilvy étaient au contraire de fervents partisans de Robert le Bruce. Sire Patrick Ogilvy, en récompense de sa loyauté et son service fidèle, reçut une charte pour les terres de Kettins, tandis que son frère Robert de Ogilvy était décrit comme l'un des amis les plus fidèles de Robert le Bruce.
En 1365, les Ogilvy devinrent shérifs héréditaires d'Angus. Walter Ogilvy, à la mort de son oncle Sire Malcolm Ramsay, lui succéda en tant shérif de Forfar. En 1369, il reçut la baronnie de Cortachy. En 1391, Sire Walter Ogilvy, shérif d'Angus, mena le clan Ogilvy dans la bataille contre Alexander Stewart, comte de Buchan, dit le Loup de Badenoch, lors du raid d'Angus.
En 1429, Sire Patrick Ogilvy, qui fut plus tard élevé vicomte d'Angus, commanda les forces écossaises qui combattirent aux côtés de Jeanne d'Arc contre les Anglais. Jeanne d'Arc marcha sur Orléans au son des cornemuses, accompagnée d'une garde d'environ 60 hommes d'armes écossais et de 70 archers écossais. En 1491, le roi Jacques IV éleva Sire James Ogilvy au rang de Lord Ogilvy d'Airlie.
En 1432, la famille Ogilvy fait construire le château fortifié d'Airlie. Celui-ci est brûlé en 1640. Une grande propriété a ensuite été construite sur les ruines du château, un actif toujours géré par un descendant de la famille Ogilvy au XXIe siècle. Le château de Cortachy à Angus appartient également à la famille Ogilvy.
Le 23 janvier 1445, après être devenu le Justiciar d'Écosse, le clan Ogilvy, appuyé par les clans Oliphant, Seton, Gordon et Forbes, réunit 1000 hommes pour affronter les 2000 hommes des clans Lindsay et Douglas devant l'abbaye d'Arbroath. La violente bataille fut remportée par les Lindsay. En 1452, de nouveau aux côtés du clan Gordon, le clan Ogilvy affronte une nouvelle fois le clan Lindsay lors de la bataille de Brechin et en sort victorieux.
En 1486, alors que le clan Ogilvy est pourchassé par le clan Lindsay, les Ogilvy se réfugient dans le château de Glamis où Lord Glamis les cache dans une salle secrète. Étant un ami des Lindsay, Lord Glamis enferma les membres du clan Ogilvy et les laissa mourir,.

### Les révoltes jacobites
La branche des comtes Ogilvie de Seafield fut créée en 1701 pour James Ogilvy, 4e comte de Findlater, qui était alors le 1er comte de Seafield. Les comtés de Findlater et de Seafield restèrent unis jusqu'en 1811, date à laquelle le comté de Findlater fut inactif, tandis que celui de Seafield subsista, son siège historique étant situé à Cullen House.
En 1615, Jean Ogilvie fut canonisé en tant que martyr jésuite écossais. En 1639, le 7e Lord Ogilvy d'Airlie fut nommé 1er comte d'Airlie par le roi Charles Ier pour son soutien à la Couronne lors des guerres des Trois Royaumes.

## Le sept
En Écosse, une famille, voire un clan peut être absorbée par un clan plus puissant, ou se placer sous la protection d'un clan plus puissant. C'est ce que l'on nomme un sept. Les clans Airlie, Findlater, Gilchrist, MacGilchrist, Milne, Richardson et Storey se sont placés sous la protection du clan Ogilvie

## Généalogie et génétique
Le site suisse MyTrueAncestry, remarque une surreprésentation du sous-clade R1b1a1b1a1a2c1a5a sur le chromosome Y des hommes issus en lignée mâle de ce clan. Ce sous-clade est une variante du marqueur FGC11134. Il ne semble apparaître de marqueur caractéristique dans l'ADN mitochondrial des membres de ce clan.

## Personnalités issues du clan
- John Ogilvie, (1579-1615), saint de l'église catholique (saint Jean Ogilvie), prêtre jésuite et martyr.

## Devise
- En français : A Fin (jusqu'à la fin)

## Tartan

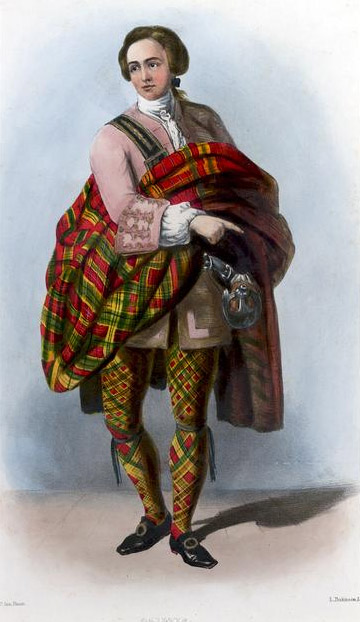
illustration romantique du tartan Ogilvie (1845) par R. R. McIan, dans l'ouvrage de James Logan Les clans des Highlands
(The Clans of the Scottish Highlands)